# La Saga des Clouzot et le cinéma

La Saga des Clouzot et le cinéma (1re époque) est un livre paru en mars 2008, écrit par Daniel Taillé.
Si les cinéphiles ont gardé en mémoire le nom d’Henri-Georges Clouzot, réalisateur du Corbeau, de Quai des Orfèvres, du Salaire de la peur ou de La Vérité, devenus des classiques du cinéma, la plupart d’entre eux ignorent que Henri et Étienne Clouzot, respectivement critique d’art et savant archiviste-paléographe, tous les deux oncles du célèbre cinéaste, ont eux aussi marqué, sous une forme distincte mais tout aussi essentielle et créatrice, les premiers temps de l’histoire du cinéma.
Passionné par le cinéma dès 1920, Étienne Clouzot (Niort 1881-Genève 1944) devint chroniqueur au Journal de Genève, rédigeant – de janvier 1921 à novembre 1924 – de brèves notes cinématographiques hebdomadaires mais riches d’observations. On lui doit également l’une des toutes premières conférences sur Le cinéma et son décor.
Henri Clouzot (Niort 1865 - Paris 1941) découvrit le cinématographe à Royan dès le mois d’août 1896, publiant par ailleurs un premier article enthousiaste sur la découverte des frères Lumière. Vite conquis par le nouvel art qu’il voulut défendre dès le début des années vingt, il souhaita tout d’abord en conserver sa « mémoire » avec la création d’une « cinémathèque ». Il devint cinéphile militant au sein de l’association des Amis du Cinéma puis du Ciné-Club de France.
Après avoir organisé la première grande exposition sur le cinéma présentée en 1924 au Musée Galliera, il publiera – de 1926 à 1932 et pour L’Opinion – une trentaine d’écrits pertinents sur la vie cinématographique et le cinéma d’avant-garde.
Tombés dans l’oubli, ces chroniques cinématographiques d’Étienne Clouzot et les écrits sur le cinéma de son frère Henri sont aujourd’hui réunis dans ce volume et nous instruisent sur l’exercice à la fois peu habituel mais audacieux que ces deux érudits pratiquaient avec passion pour légitimer le cinéma dans le monde des Arts.
Quant à Claire Clouzot, petite-fille d’Henri Clouzot, après avoir marché sur les traces de son aïeul, tenant la plume et plaidant au micro, elle est devenue cinéaste; puis, missionnée auprès du Festival de Cannes, elle s’applique désormais à défendre le « cinéma qui reflète le réel ».
Daniel Taillé, Les Clouzot et le cinéma… une histoire commune, féconde et captivante depuis 1896  (ISBN 2-9526128-1-1).
Daniel Taillé a déjà publié Un siècle de spectacle cinématographique en Deux-Sèvres (2000), Léonce Perret cinématographiste (2006)  (ISBN 2952612803) et L'Olympia-Palace : 100 ans de spectacle niortais (2009)  (ISBN 2-9526128-2-X).